# الرئيس المنتخب للولايات المتحدة
الرئيس المنتخب للولايات المتحدة هي صفة تطلق على الرئيس القادم للولايات المتحدة وتستخدم بعيد الانتخابات الأمريكية العامة، تحديدًا في الفترة ما بين يوم الانتخابات المقام يوم الثلاثاء الذي يلي أوّل اثنين من شهر نوفمبر، حتى ظهيرة يوم التنصيب في 20 يناير (حسب التوقيت الشرقي الأمريكي)، حيث يكون الرئيس المنتخب خلالها لم يتقلّد منصبه بعد. بما أن انتخابات الرئاسة الأمريكية هي انتخابات غير مباشرة، تستخدم هذه الصفة لتعريف المرشح الفائز بغالبية أصوات المجمع الانتخابي، وتصبح الصفة قطعيّة عندما يتم جمع تلك الأصوات وإحصاؤها في ديسمبر، ومن ثم إقرارها في جلسة مشتركة للكونغرس في أوائل يناير. إذا كان الرئيس القائم هو الفائز في الانتخابات، حين ذاك لا يشار إليه على أنه الرئيس المنتخب لأنه هو (أو هي) بالفعل في منصبه ولا ينتظر أن يصبح رئيسًا. كذلك إذا أقبل رئيس جديد على الرئاسة، حينها سيتسلمها من الرئيس القائم - المنتهية ولايته - المصطلح على تسميته بالبطة العرجاء.
إن الرؤساء الشاغلين للمنصب الذين فازوا بإعادة انتخابهم لفترة ولاية ثانية لا يُشار إليهم عمومًا باسم الرؤساء المنتخبين لأنهم في مناصبهم بالفعل ولا ينتظرون دورهم في تولي منصب الرئيس. وعلى نحو مماثل، إذا نجح نائب الرئيس في تولي منصب الرئاسة عن طريق وفاة الرئيس، أو استقالته، أو إقالته، فلا يشار إلى ذلك الشخص باعتباره رئيسًا منتخبًا. ومن ناحية أخرى، يشار إلى نائب الرئيس الشاغل للمنصب الذي يُنتخب رئيسًا للبلاد باسم الرئيس المنتخب.
دونالد ترامب آخر من حمل لقب الرئيس المنتخب للولايات المتحدة، بعد هزيمته لنائب الرئيس كامالا هاريس في الانتخابات الرئاسية الأمريكية 2024.

## نظرة عامة على قانون الانتخابات الرئاسية
تتناول المادة الثانية، الباب 1، البند 2 من دستور الولايات المتحدة، إلى جانب التعديلين الثاني عشر والعشرين عملية انتخاب رئيس الدولة بشكل مباشر وتنظمها. تُنظم الانتخابات الرئاسية بقوانين فيدرالية وحكومية مختلفة.
بموجب قانون فرز الأصوات الانتخابية لعام 1887، فإن الناخبين الرئاسيين وأعضاء المجمع الانتخابي – الهيئة التي تنتخب الرئيس مباشرة – يجب «تعيينهم في كل ولاية يوم الثلاثاء التالي لأول يوم اثنين من شهر نوفمبر كل أربع أعوام». وهكذا فإن جميع الولايات تعين ناخبيها في نفس التاريخ في نوفمبر مرة كل أربع سنوات. غير أن طريقة تعيين الناخبين يحددها قانون كل ولاية، رهنًا بالقيود المنصوص عليها في الدستور.
في الوقت الحالي، فإن الاقتراع العمومي في كل ولاية هو الطريقة المتبعة لاختيار أعضاء المجمع الانتخابي. بيد أن الدستور لا يحدد أي إجراء يتعين على الدول اتباعه في اختيار الناخبين. فالولاية، على سبيل المثال، قد تنص على أن يُنتخبوا من قبل الهيئة التشريعية للولاية أو حتى من قبل حاكم الولاية. كانت الطريقة الأخيرة هي العرف السائد في الانتخابات الرئاسية المبكرة قبل انتخابات عام 1820؛ ولم تتبع أي ولاية تلك الطريقة منذ ستينيات القرن التاسع عشر. سنت عدة ولايات أو اقترحت قوانين تمنح بموجبها أصواتها الانتخابية للفائز بالتصويت الشعبي الوطني بصرف النظر عن نتيجة التصويت في جميع أنحاء الولاية، لكن هذه القوانين لن تدخل حيز النفاذ ما لم تسن الولايات ذات أغلبية الأصوات الانتخابية مجتمعة مثل هذه القوانين، الأمر الذي لم يحدث حتى حلول العام 2018.
في يوم الاثنين التالي ليوم الأربعاء الثاني من ديسمبر، يلتقي ناخبو كل ولاية في عواصم الولايات الخاصة بهم (ويلتقي ناخبو مقاطعة كولومبيا في العاصمة الفيدرالية)، وفي تلك الاجتماعات يدلي الناخبون بأصواتهم لاختيار رئيس ونائب رئيس الولايات المتحدة. وفي ختام اجتماعاتهم، يقوم الناخبون في كل ولاية ومقاطعة كولومبيا بعد ذلك بتنفيذ «شهادة التصويت» (بعدة نسخ أصلية)، معلنين إحصاء الأصوات في كل اجتماع. تُرفق شهادة تأكيد مع كل شهادة تصويت. وكل شهادة تأكيد هي الوثيقة الرسمية (التي يوقع عليها عادة حاكم الولاية و/أو وزير الدولة) التي تعلن أسماء الناخبين، وتصدق على تعيينهم أعضاء في المجمع الانتخابي. ونظرًا لأن الناخبين في جميع الولايات يُختارون حاليًا بالاقتراع الشعبي، فإن كل شهادة تأكيد تعلن أيضًا نتائج التصويت الشعبي الذي قرر تنصيب الناخبين رغم أن هذه المعلومات غير مطلوبة دستوريًا. ثم يرسل الناخبون في كل ولاية وفي مقاطعة كولومبيا شهادات التصويت، مع شهادات التأكيد المرفقة إلى رئيس مجلس الشيوخ الأمريكي.
يجري عد الأصوات الانتخابية في جلسة مشتركة للكونغرس في مطلع شهر يناير (في 6 يناير كما هو مقرر في الباب الثالث من القانون الأمريكي، الفصل الأول، أو في موعد بديل يحدد بموجب القانون)، وفي حال قبول أوراق الاقتراع دون اعتراض، فإن المرشحَيَن لمنصب الرئيس ونائب الرئيس الذين يفوزان بـ270 صوتًا انتخابيًا على الأقل – غالبية العدد الإجمالي للأصوات الانتخابية – يُصدَّق على فوزهما في الانتخابات من قبل نائب الرئيس الحالي، بصفته/ـا رئيسًا لمجلس الشيوخ. وإذا لم يصل أي مرشح رئاسي إلى عتبة الـ270 صوتًا، فإن انتخاب الرئيس يقرره مجلس النواب في جولة إعادة انتخابات طارئة. وعلى نحو مماثل، إذا لم يصل أي مرشح لمنصب نائب الرئيس إلى هذه العتبة، فإن انتخاب نائب الرئيس يقرره مجلس الشيوخ.

### دور المجمع الانتخابي
رغم أن الدستور أو أي قانون فيدرالي لا يتطلب من الناخبين أن يصوتوا لصالح المرشح الذي يفوز بالتصويت الشعبي في ولايتهم، فقد سنت بعض الولايات قوانين تقضي بأن يصوتوا لصالح الفائز في انتخابات الولاية. في عام 2020، أيدت المحكمة العليا للولايات المتحدة دستورية هذه القوانين. تاريخيًا، لم يُوجد سوى حالات قليلة «لناخبين غير مخلصين» أدلوا بأصواتهم لمرشح لم يتعهدوا له، ومثل هذه الحالات لم تغير قط النتيجة النهائية للانتخابات الرئاسية.
فالانتخابات الرئاسية الأميركية هي انتخابات غير مباشرة، وهذا يعني أن الناخبين لا يختارون بين المرشحين بشكل مباشر، بل يختارون الأشخاص الذين سيختارون المرشحين. ونتيجة لهذا فإن احتمالات فوز مرشح آخر بالانتخابات الرئاسية، حتى ولو فاز مرشح واحد بالانتخابات الشعبية على مستوى الأمة بالكامل، يمكن لمرشح آخر أن يفوز بالأصوات الانتخابية والرئاسة كما حدث هذا في انتخابات 1876 و1888 و2000 و2016.

### تقارير الكونغرس
وجد تقريران للكونغرس أن الرئيس المنتخب هو الفائز في النهاية بأغلبية الأصوات الانتخابية المدلاة في ديسمبر. وقد ناقشت دائرة البحوث البرلمانية التابعة للكونغرس (سي آر إس) التابعة لمكتبة الكونغرس في تقريرها لعام 2004 بعنوان «تعاقب الرئيس ونائب الرئيس: نظرة عامة وتشريعات حالية»، مسألة متى يصبح المرشحون الذين حصلوا على أغلبية الأصوات الانتخابية رؤساء منتخبين. ويشير التقرير إلى أن الحالة الدستورية للرئيس المنتخب موضع خلاف:
يبدي بعض المعلقين شكوكهم حول إمكانية وجود رئيس ونائب رئيس منتخب ومقرر قبل فرز الأصوات الانتخابية ومن ثم يُعلن عنه من قِـبَل الكونغرس في السادس من يناير، مشيرين إلى أن هذا يشكل مشكلة طارئة تفتقر إلى أي منحى دستوري أو قانوني واضح. ويؤكد آخرون أنه بمجرد أن يتم التصويت بأغلبية الأصوات الانتخابية لصالح بطاقة واحدة، فإن الحاصليَن على هذه الأصوات يغدوان الرئيس ونائب الرئيس المنتخب، على الرغم من عدم عد الأصوات الانتخابية والتصديق عليها حتى السادس من يناير التالي.
يستشهد تقرير دائرة البحوث البرلمانية التابعة للكونغرس بتقرير لجنة مجلس النواب الأميركي لعام 1933 المصاحب للتعديل العشرين بأنه يؤيد وجهة النظر الأخيرة: 
يُشار إلى أن اللجنة تستخدم مصطلح «الرئيس المنتخب» بمعناه المقبول عمومًا بمعنى الشخص الذي حصل على أغلبية الأصوات الانتخابية. أو الشخص الذي اختاره مجلس النواب في حالة إقامة الانتخابات في مجلس النواب. لا أهمية لكون الأصوات فُرزت أم لا، لأن الشخص يصبح الرئيس المنتخب بمجرد الإدلاء بالأصوات.
كل من التقريرين يوضحان أن تولي منصب الرئيس المنتخب يتوقف على الفوز بأغلبية الأصوات الانتخابية المدلاة.

## قائمة الرؤساء المنتخبين
| مستقل الحزب الفيدرالي الأمريكي الحزب الجمهوري الديمقراطي الحزب الديمقراطي حزب اليمين الحزب الجمهوري | مستقل الحزب الفيدرالي الأمريكي الحزب الجمهوري الديمقراطي الحزب الديمقراطي حزب اليمين الحزب الجمهوري | مستقل الحزب الفيدرالي الأمريكي الحزب الجمهوري الديمقراطي الحزب الديمقراطي حزب اليمين الحزب الجمهوري | مستقل الحزب الفيدرالي الأمريكي الحزب الجمهوري الديمقراطي الحزب الديمقراطي حزب اليمين الحزب الجمهوري | مستقل الحزب الفيدرالي الأمريكي الحزب الجمهوري الديمقراطي الحزب الديمقراطي حزب اليمين الحزب الجمهوري | مستقل الحزب الفيدرالي الأمريكي الحزب الجمهوري الديمقراطي الحزب الديمقراطي حزب اليمين الحزب الجمهوري |
| الرئيس المنتخب                                                                                      | الرئيس المنتخب                                                                                      | حزب                                                                                                 | حزب                                                                                                 | من                                                                                                  | إلى                                                                                                 |
| --------------------------------------------------------------------------------------------------- | --------------------------------------------------------------------------------------------------- | --------------------------------------------------------------------------------------------------- | --------------------------------------------------------------------------------------------------- | --------------------------------------------------------------------------------------------------- | --------------------------------------------------------------------------------------------------- |
| 1                                                                                                   | جورج واشنطن                                                                                         | | غَير مُنْتمٍ لأي حِزْب                                                                                    | 6 أبريل 1789                                                                                        | 30 أبريل 1789                                                                                       |
| 2                                                                                                   | جون آدامز                                                                                           | | الحزب الفيدرالي الأمريكي                                                                            | ديسمبر 1796                                                                                         | 4 مارس 1797                                                                                         |
| 3                                                                                                   | توماس جفرسون                                                                                        | | الحزب الجمهوري الديمقراطي                                                                           | 17 فبراير 1801                                                                                      | 4 مارس 1801                                                                                         |
| 4                                                                                                   | جيمس ماديسون                                                                                        | | الحزب الجمهوري الديمقراطي                                                                           | ديسمبر 1808                                                                                         | 4 مارس 1809                                                                                         |
| 5                                                                                                   | جيمس مونرو                                                                                          | | الحزب الجمهوري الديمقراطي                                                                           | ديسمبر 1816                                                                                         | 4 مارس 1817                                                                                         |
| 6                                                                                                   | جون كوينسي آدامز                                                                                    | | الحزب الجمهوري الديمقراطي                                                                           | 9 فبراير 1825                                                                                       | 4 مارس 1825                                                                                         |
| 7                                                                                                   | أندرو جاكسون                                                                                        | | الحزب الديمقراطي                                                                                    | 3 ديسمبر 1828                                                                                       | 4 مارس 1829                                                                                         |
| 8                                                                                                   | مارتن فان بيورين                                                                                    | | الحزب الديمقراطي                                                                                    | 7 ديسمبر 1836                                                                                       | 4 مارس 1837                                                                                         |
| 9                                                                                                   | ويليام هنري هاريسون                                                                                 | | حزب اليمين                                                                                          | 2 ديسمبر 1840                                                                                       | 4 مارس 1841                                                                                         |
| 10                                                                                                  | جيمس بوك                                                                                            | | الحزب الديمقراطي                                                                                    | 4 ديسمبر 1844                                                                                       | 4 مارس 1845                                                                                         |
| 11                                                                                                  | زكاري تايلور                                                                                        | | حزب اليمين                                                                                          | 7 نوفمبر 1848                                                                                       | 4 مارس 1849                                                                                         |
| 12                                                                                                  | فرانكلين بيرس                                                                                       | | الحزب الديمقراطي                                                                                    | 2 نوفمبر 1852                                                                                       | 4 مارس 1853                                                                                         |
| 13                                                                                                  | جيمس بيوكانان                                                                                       | | الحزب الديمقراطي                                                                                    | 4 نوفمبر 1856                                                                                       | 4 مارس 1857                                                                                         |
| 14                                                                                                  | أبراهام لينكون                                                                                      | | الحزب الجمهوري                                                                                      | 6 نوفمبر 1860                                                                                       | 4 مارس 1861                                                                                         |
| 15                                                                                                  | يوليسيس جرانت                                                                                       | | الحزب الجمهوري                                                                                      | 3 نوفمبر 1868                                                                                       | 4 مارس 1869                                                                                         |
| 16                                                                                                  | رذرفورد هايز                                                                                        | | الحزب الجمهوري                                                                                      | 2 مارس 1877                                                                                         | 4 مارس 1877                                                                                         |
| 17                                                                                                  | جيمس جارفيلد                                                                                        | | الحزب الجمهوري                                                                                      | 2 نوفمبر 1880                                                                                       | 4 مارس 1881                                                                                         |
| 18                                                                                                  | جروفر كليفلاند                                                                                      | | الحزب الديمقراطي                                                                                    | 4 نوفمبر 1884                                                                                       | 4 مارس 1885                                                                                         |
| 19                                                                                                  | بنجامين هاريسون                                                                                     | | الحزب الجمهوري                                                                                      | 6 نوفمبر 1888                                                                                       | 4 مارس 1889                                                                                         |
| 20                                                                                                  | جروفر كليفلاند                                                                                      | | الحزب الديمقراطي                                                                                    | 8 نوفمبر 1892                                                                                       | 4 مارس 1893                                                                                         |
| 21                                                                                                  | ويليام ماكينلي                                                                                      | | الحزب الجمهوري                                                                                      | 3 نوفمبر 1896                                                                                       | 4 مارس 1897                                                                                         |
| 22                                                                                                  | ويليام هوارد تافت                                                                                   | | الحزب الجمهوري                                                                                      | 3 نوفمبر 1908                                                                                       | 4 مارس 1909                                                                                         |
| 23                                                                                                  | وودرو ويلسون                                                                                        | | الحزب الديمقراطي                                                                                    | 5 نوفمبر 1912                                                                                       | 4 مارس 1913                                                                                         |
| 24                                                                                                  | وارن جي. هاردينغ                                                                                    | | الحزب الجمهوري                                                                                      | 2 نوفمبر 1920                                                                                       | 4 مارس 1921                                                                                         |
| 25                                                                                                  | هربرت هوفر                                                                                          | | الحزب الجمهوري                                                                                      | 6 نوفمبر 1928                                                                                       | 4 مارس 1929                                                                                         |
| 26                                                                                                  | فرانكلين روزفلت                                                                                     | | الحزب الديمقراطي                                                                                    | 8 نوفمبر 1932                                                                                       | 4 مارس 1933                                                                                         |
| 27                                                                                                  | دوايت أيزنهاور                                                                                      | | الحزب الجمهوري                                                                                      | 4 نوفمبر 1952                                                                                       | 20 يناير 1953                                                                                       |
| 28                                                                                                  | جون كينيدي                                                                                          | | الحزب الديمقراطي                                                                                    | 9 نوفمبر 1960                                                                                       | 20 يناير 1961                                                                                       |
| 29                                                                                                  | ريتشارد نيكسون                                                                                      | | الحزب الجمهوري                                                                                      | 5 نوفمبر 1968                                                                                       | 20 يناير 1969                                                                                       |
| 30                                                                                                  | جيمي كارتر                                                                                          | | الحزب الديمقراطي                                                                                    | 2 نوفمبر 1976                                                                                       | 20 يناير 1977                                                                                       |
| 31                                                                                                  | رونالد ريغان                                                                                        | | الحزب الجمهوري                                                                                      | 4 نوفمبر 1980                                                                                       | 20 يناير 1981                                                                                       |
| 32                                                                                                  | جورج بوش الأب                                                                                       | | الحزب الجمهوري                                                                                      | 8 نوفمبر 1988                                                                                       | 20 يناير 1989                                                                                       |
| 33                                                                                                  | بيل كلينتون                                                                                         | | الحزب الديمقراطي                                                                                    | 3 نوفمبر 1992                                                                                       | 20 يناير 1993                                                                                       |
| 34                                                                                                  | جورج دبليو بوش                                                                                      | | الحزب الجمهوري                                                                                      | 13 ديسمبر 2000                                                                                      | 20 يناير 2001                                                                                       |
| 35                                                                                                  | باراك أوباما                                                                                        | | الحزب الديمقراطي                                                                                    | 4 نوفمبر 2008                                                                                       | 20 يناير 2009                                                                                       |
| 36                                                                                                  | دونالد ترامب                                                                                        | | الحزب الجمهوري                                                                                      | 9 نوفمبر 2016                                                                                       | 20 يناير 2017                                                                                       |
| 37                                                                                                  | جو بايدن                                                                                            | | الحزب الديمقراطي                                                                                    | 7 نوفمبر 2020                                                                                       | 20 يناير 2021                                                                                       |
| 38                                                                                                  | دونالد ترامب                                                                                        | | الحزب الجمهوري                                                                                      | 6 نوفمبر 2024                                                                                       | 20 يناير 2025                                                                                       |